# Șoimuș
Șoimuș é uma comuna romena localizada no distrito de Hunedoara, na região histórica da Transilvânia. A comuna possui uma área de 68.59 km² e sua população era de 3334 habitantes segundo o censo de 2007.